# Рудинштейн, Марк Григорьевич
Ма́рк Григо́рьевич Рудинште́йн (настоящее отчество — Изра́илевич, при рождении — Касрыльевич; 7 апреля 1946, Одесса — 5 декабря 2021, Москва) — советский и российский кинопродюсер, актёр, кинокритик; заслуженный работник культуры Российской Федерации (2003). Создатель и продюсер кинофестивалей «Кинотавр» (1990—2005) и «Кинотаврик» (2001—2021), организатор кинопремии «Золотой овен» (1992—2006). Ведущий и автор еженедельной телепередачи «Золотая пыль» на телеканале НТВ-Мир.

## Биография

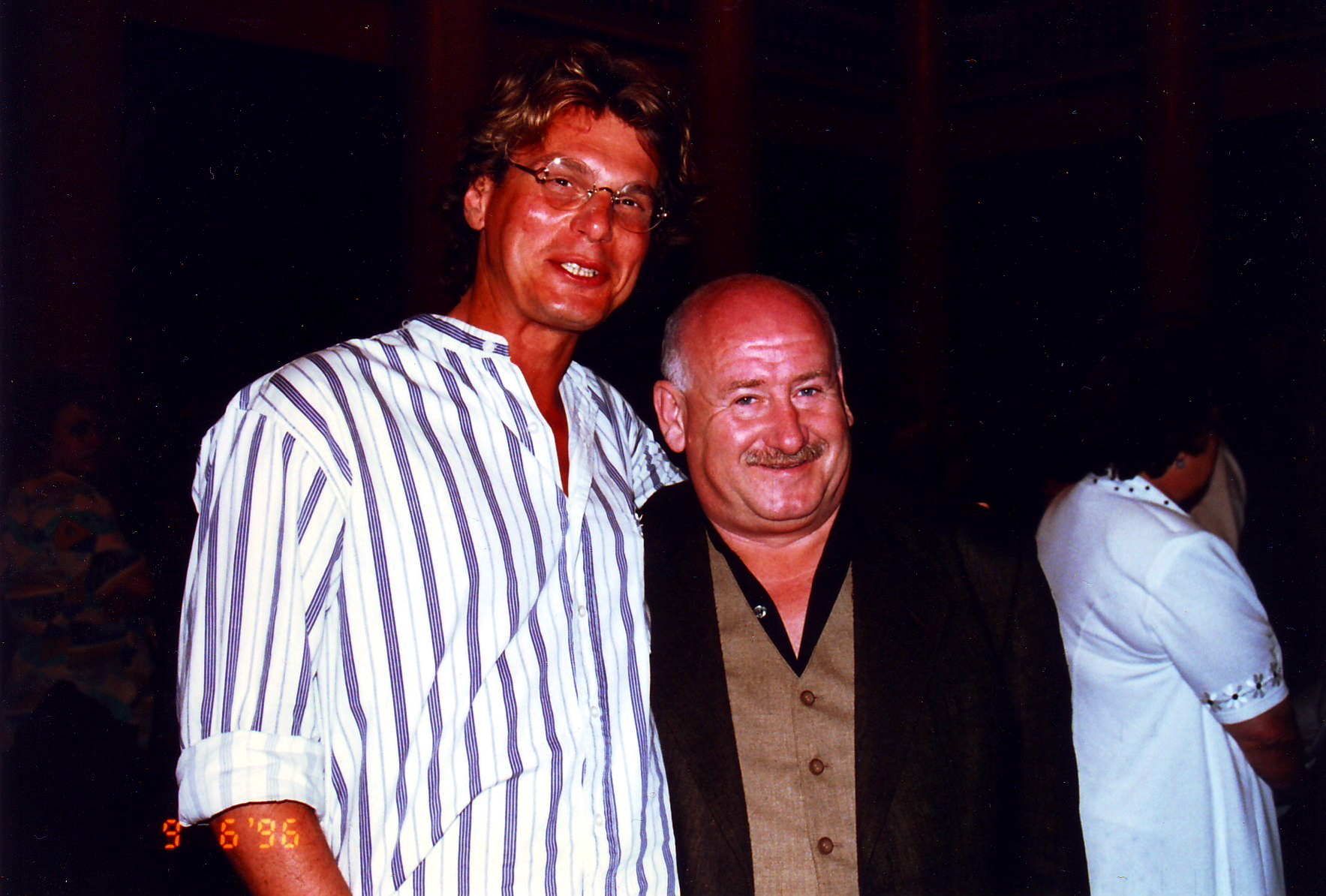
Евгений Додолев и Марк Рудинштейн, 9 июня 1996

Родился 7 апреля 1946 года в Одессе в еврейской семье Израиля (Касрыля) Григорьевича Рудинштейна, директора магазина «Военная книга», и Таубы Исааковны Рудинштейн. У него было два старших брата. 
Трудовую деятельность начал в 15 лет на судостроительном заводе в Николаеве. После служил в армии.

Моего папу звали Костей. По-еврейски — Касрыль. То есть, по идее, я должен был быть Касрыльевичем. Когда в 1949 году образовалось государство Израиль и «вождь всех времён и народов» Сталин его поддержал, отца стали дразнить Израилевичем. Как раз тогда же, в 1949-м, в Советском Союзе началась смена паспортов. Папе захотелось сменить имя. Так я стал Израилевичем. Правда, когда в 1967-м меня призвали в армию, а Израиль напал на Египет, я получил по полной! На службе было ой как несладко с таким именем-отчеством. Пришлось пойти на хитрость и немного приврать. Моего дедушку звали Григорием, и я взял отчество по деду. Все привыкли к этому, хотя по паспорту я остался Марком Израилевичем.

Учился в ГИТИСе (не окончил), затем в 1972—1976 гг. учился на очно-заочном отделении в Театральном училище им. Б. Щукина (мастерская М. Тер-Захаровой).
Профессиональная деятельность
С 1975 по 1980 год Рудинштейн работал администратором дирекции «Цирка на сцене», затем был директором эстрадных программ Росконцерта.
В период с 1980 по 1983 год был директором ВИА «Пламя», в период с 1982 по 1983 год был директором и организатором концертов ВИА «Здравствуй, песня!» (руководитель Аркадий Хаславский).
В период с 1982 по 1987 год Рудинштейн находился либо в тюрьме, либо под следствием. Был осуждён за «дачу взяток» и «расхищение социалистической собственности» на 6 лет, отсидел 11 месяцев, после чего был оправдан.
Был организатором первого в СССР рок-фестиваля, прошедшего в подмосковном Подольске на «Зелёной эстраде» в сентябре 1987 года. В мае 1990 года создал в Подольске Детский театр оперы и балета (в настоящее время - Образцовый коллектив "Театр-студия «Синяя птица» ДК им.Лепсе).
В 1989—1992 гг. — генеральный директор кинодистрибьюторской фирмы АПТО «Подмосковье».
В 1994 году Марк Рудинштейн пытался воссоздать кинофестиваль «Золотой Дюк».
В интервью 2002 года украинскому театроведу Наталье Влащенко рассказал о конфликте с Никитой Михалковым.
В начале 2010 года выступил с мемуарами, в которых откровенно разоблачил нравы отечественной кинобогемы, после чего стал героем ряда телепередач, посвящённых мемуаристике, причём запись передачи «Пусть говорят» в эфир не вышла.
В 2012 году в беседе с Дмитрием Гордоном продюсер вспоминал:
Должен ли я рассказать о том, что благотворительный фестиваль «Задворки», средства от которого направляли на реставрацию церкви возле «Ленкома», — миф? Я три раза по 600 тысяч рублей отдавал… Всё казино съело… Абдулов столько был должен, что в голове не укладывается… Очень смешную легенду озвучили по этому поводу на передаче «Пусть говорят», что Саша, якобы, сидел в казино, выигрывал деньги и тут же отдавал их на съёмки картин, но выиграть он не мог по определению, потому что, сколько бы ни выигрывал, ставил всё больше и больше. Вот это безбожие — хотя, повторяю и привело к трагедии: всё вокруг строилось на вранье, — при том, что актёром он был талантливейшим.
Смерть
17 ноября 2021 года госпитализирован в Москве с инфарктом миокарда, позднее был диагностирован ишемический инсульт; 25 ноября введён в искусственную кому и подключён к аппарату ИВЛ.
Скончался 5 декабря, на 76-м году жизни. 
Прощание прошло 8 декабря 2021 года в Доме кино, после церемонии тело продюсера было кремировано. Прах захоронен на Митинском кладбище.

## Личная жизнь
Был трижды женат. Есть дочь Наталья от первого брака.

## Фильмография
| Год  |   | Название                              | Роль                               |
| ---- | - | ------------------------------------- | ---------------------------------- |
| 1990 | ф | Катафалк                              | Продюсер                           |
| 1990 | ф | Гамбринус                             | Продюсер                           |
| 1990 | ф | Собачий пир                           | Продюсер                           |
| 1990 | ф | Система «Ниппель»                     | Продюсер                           |
| 1990 | ф | Супермент                             | Продюсер                           |
| 1990 | ф | Самоубийца                            | Продюсер                           |
| 1991 | ф | Жертва для императора                 | Продюсер                           |
| 1991 | ф | Циники                                | Продюсер                           |
| 1992 | ф | Московские красавицы                  | Продюсер                           |
| 1992 | ф | Короткое дыхание любви                | Продюсер                           |
| 1992 | ф | Короткое дыхание любви                | Имя персонажа не указано           |
| 1993 | ф | Аномалия                              | Продюсер                           |
| 1993 | ф | Аномалия                              | адвокат                            |
| 1995 | ф | Волшебный фонарь 2                    | посетитель ресторана               |
| 1996 | ф | Пионерка Мэри Пикфорд                 | Имя персонажа не указано           |
| 2000 | ф | Приходи на меня посмотреть            | мужчина с коробкой шампанского     |
| 2001 | с | Идеальная пара                        | тамада                             |
| 2001 | с | Курортный роман                       | Григорий Маркович                  |
| 2002 | ф | Летний дождь                          | фотограф                           |
| 2002 | с | Женская логика 2                      | главврач                           |
| 2002 | ф | Бабий Яр                              | Отец Норы                          |
| 2003 | ф | Небо в горошек                        | самоубийца-неудачник               |
| 2003 | ф | Ребята из нашего города               | Григорий                           |
| 2003 | ф | Завтра будет завтра                   | Норштейн                           |
| 2004 | с | Московская сага                       | Львов                              |
| 2004 | с | Только ты                             | редактор газеты                    |
| 2005 | ф | Лига обманутых жён                    | банкир                             |
| 2006 | ф | Мне не больно                         | Зильберман                         |
| 2006 | ф | Трое сверху                           | дядя Лео                           |
| 2006 | ф | Псевдоним «Албанец»                   | Халкидис                           |
| 2006 | с | Ералаш (№ 204, сюжет «Недоумок»)      | директор школы                     |
| 2007 | ф | Натурщица                             | банкир Шнейдер.                    |
| 2007 | с | Студенты International                | продюсер Марселя                   |
| 2007 | с | Продолжение следует                   | продюсер Варшавский                |
| 2008 | с | Солдаты-14                            | продавец в книжном магазине        |
| 2008 | с | Детективное агентство "Иван да Марья" | Павел Павлович Ровель              |
| 2009 | ф | Правосудие волков                     | врач в больнице                    |
| 2009 | ф | Вольф Мессинг                         | Осип Ефремович                     |
| 2010 | ф | Сёстры Королёвы                       | камео                              |
| 2011 | с | Группа счастья                        | врач                               |
| 2011 | ф | Заложники любви                       | Михаил, начальник Кати             |
| 2012 | ф | 1812-й. Отечественная. Великая.       | Кутузов/генерал                    |
| 2013 | с | Молодёжка                             | болельщик                          |
| 2015 | с | Кухня 5                               | Давид Михайлович, мясной олигарх   |
| 2017 | с | Торгсин                               | Фёдор Игнатьевич, главбух Торгсина |
| 2017 | ф | Сын                                   | Геннадий Петрович, мэр             |
| 2022 | ф | Русь и Ганза. Путь на встречу         | Имя персонажа не указано           |

## Награды и звания
- Заслуженный работник культуры РФ (2003).
- Золотая медаль ЮНЕСКО имени Федерико Феллини «За вклад в развитие национального кино» (2000).
- Премия «Овация» лучшему продюсеру года (1996).